# 밀리언 달러 콰르텟
"밀리언 달러 콰르텟"(Million Dollar Quartet)은 1954년 선 레코드에서 엘비스 프레슬리, 제리 리 루이스, 칼 퍼킨스, 조니 캐시가 참가한 즉흥 연주의 녹음을 가리킨다. 《멤피스 프레스-시미터》에서 발행한 세션에 대한 기사 이름이 "백만달러 사중주단(Million Dollar Quartet)" 아래였다. 녹음이 처음 공식 발매된 것은 1981년 유럽에서 발매된 17트랙짜리 음반 《The Million Dollar Quartet》이 처음이다. 몇 해가 지나고 더 발굴된 트랙들이 《The Complete Million Dollar Session》 명칭으로 공포되었다. 미국에서는 《Elvis Presley - The Million Dollar Quartet》에서 공개되었다. 로큰롤의 주요 사건으로 간주된다.
밀리언 달러 콰트렛은 〈Blue Suede Shoes〉로 벌써 입신한 칼 퍼킨스의 세션에서 시작됐다. 당시 갓 음반을 만든 신인 제리 리 루이스가 15달러를 대가로 피아노를 연주했다. 그러다 시점에 엘비스 프레슬리와 조니 캐시의 개입으로 중단되었다. 당시 엘비스는 이미 RCA 빅터로 이적한 대스타였지만, 선 레코드의 본고장 706 유니온 가를 주기적으로 방문했다. 이날 라스베가스에서 활동하는 댄서 여자친구 마릴린 에반스를 작반하고 왔다. 다른 선 레코드 소속 음악가 조니 캐시는 퍼킨스의 초대를 받아 방문했다. 이를 주시한 샘 필립스가 사진 촬영 기회임을 알아채고 비서를 시켜 지역 사진기자를 불러들였다. 사진기자는 네 명의 음악가들이 피아노 곁에 모인 사진을 찍었고, 그 사진은 다음날 《멤피스 프레스-시미터》에 "밀리언 달러 콰트렛" 표제 아래 게재되었다. 사진이 촬영된 이후에 퍼킨스의 세션은 즉흥 세션으로 옮겨갔다. 다행히도 샘 필립스가 여전히 테이프를 운용한 덕에 네 음악가들이 연주하는 복음성가, 빌 먼로의 컨트리 스탠더드, 척 베리의 노래 등 40여곡이 녹음됐다. 캐시가 실제 즉흥 연주에 참가했는가는 논쟁이 있으며 대부분의 곡은 프레슬리가 불렀다.
세션의 첫 부틀렉은 1980년 등장했고, 1981년 찰리 레코드에서 공식적으로 17곡을 담은 음반을 발매했다. 이후 더 발견된 테이프를 수록한 41트랙짜리 더블 LP 세트가 1987년 발매되었다.

## 연주 곡목
순차적으로 제목, 작곡가, 재생시간 순이다.
1. 〈Instrumental〉 (불명) - 1:44
2. 〈Love Me Tender - Instrumental〉 (프레슬리/맷슨) - 1:02
3. 〈Jingle Bells - Instrumental〉 (제임스 로드 피어폰트) – 1:57
4. 〈White Christmas - Instrumental〉 (베를린) - 2:05
5. 〈Reconsider Baby〉 (풀섬) - 2:45
6. 〈Don't Be Cruel〉 (프레슬리/블랙웰) - 2:20
7. 〈Don't Be Cruel〉 (프레슬리/블랙웰) - 2:12
8. 〈Paralyzed〉 (프레슬리/블랙웰) - 3:00
9. 〈Don't Be Cruel〉 (프레슬리/블랙웰) - 0:36
10. 〈There's No Place Like Home〉 (페인/비숍) - 3:36
11. 〈When The Saints Go Marchin´ In〉 (전통 가요) - 2:18
12. 〈Softly and Tenderly〉 (윌 라마르틴 톰슨) - 2:42
13. 〈When God Dips His Love in My Heart〉 (데릭) - 0:23
14. 〈Just a Little Talk with Jesus〉 (데릭) - 4:09
15. 〈Jesus Walked That Lonesome Valley〉 (전통 가요) - 3:28
16. 〈I Shall Not Be Moved〉 (전통 가요) - 3:49
17. 〈Peace In The Valley〉 (도시) - 1:33
18. 〈Down By the Riverside〉 (전통 가요) - 2:26
19. 〈I'm with a Crowd But So Alone〉 (터브/스토리) - 1:16
20. 〈Farther Along〉 (프레처/백스터) - 2:08
21. 〈Blessed Jesus (Hold My Hand)〉 (전통 가요) - 1:26
22. 〈On the Jericho Road〉 (전통 가요) - 0:52
23. 〈I Just Can't Make It By Myself〉 (브레스터) - 1:04
24. 〈Little Cabin Home on the Hill〉 (빌 먼로/레스터 플랫) - 0:46
25. 〈Summertime Is Past and Gone〉 (먼로) - 0:14
26. 〈I Hear a Sweet Voice Calling〉 (먼로) - 0:36
27. 〈Sweetheart You Done Me Wrong〉 (먼로) - 0:28
28. 〈Keeper of the Key (Carl Lead)〉 (스튜어트/하워드/더바인/가이니스) - 2:08
29. 〈Crazy Arms〉 (머니/실스) - 0:17
30. 〈Don't Forbid Me〉 (싱글톤) - 1:19
31. 〈Too Much Monkey Business〉 (베리) - 0:05
32. 〈Brown Eyed Handsome Man〉 (베리) - 1:14
33. 〈Out of Sight, Out of Mind〉 (헌터/오티스) - 0:37
34. 〈Brown Eyed Handsome Man〉 (베리) - 1:53
35. 〈Don't Forbid Me〉 (싱글톤) - 0:50
36. 〈You Belong to My Heart〉 (길버트/라라) - 1:10
37. 〈Is It So Strange〉 (영) - 1:21
38. 〈That's When Your Heartaches Begin〉 (힐/피셔/래스킨) - 4:58
39. 〈Brown Eyed Handsome Man〉 (베리) - 0:17
40. 〈Rip It Up〉 (블랙웰/마라스칼코) - 0:23
41. 〈I'm Gonna Bid My Blues Goodbye〉 (스노우) - 0:55
42. 〈Crazy Arms〉 (머니/실스) - 3:36
43. 〈That's My Desire〉 (러브데이/크레사) - 2:02
44. 〈End of the Road〉 (루이스) - 1:44
45. 〈Black Bottom Stomp〉 (모턴) - 1:11
46. 〈You’re the Only Star in My Blue Heaven〉 (오트리) - 1:12
47. 〈Elvis Says Goodbye〉 - 0:40